# Romualda Moriones
Romualda Moriones (Tafalla, Navarra, Espanya, 1851 -Mèxic, ?) fou una cantant de sarsuela espanyola.
La seva carrera fou molt curta, no obstant l'èxit que des del seu debut li prodigà el públic. Estudià al conservatori, i sinó la primera, una de les seves primeres sortides a escena fou en el teatre de la Zarzuela el 26 de juny de 1869 en el paper de "Rosicler", en la sarsuela que, amb lletra de Luis Rivera i música del cèlebre Jacques Offenbach, s'estrenà amb el títol de La vida parisenca. El rol era d'escassa importància, perquè els principals femenins estaven a càrrec de la malaurada Arsenia Velasco, de la Franco, la Baeza i Dolores Fernández. Però el mateix any (1 d'octubre) fou millorada amb el tercer paper en la sarsuela Las Georgianas, un altre arranjament del francès en el gènere buf que en aquell temps estava de moda.
L'any següent feu el primer paper de dama jove en la petita peça de Ricardo de la Vega i el mestre Cristóbal Oudrid, titulada El paciente Job. Fou ajustada el 1871 per al teatre de l'Alhambra, presentant-se el 27 de setembre en la sarsuela de Pastorfido amb música arranjada per Offenbach, amb el títol Huyendo de París, en la qual feu el primer paper. Amb el mateix caràcter sortí en el teatre del Circo en la sarsuela titulada La sonambula, de Granés i el mestre Nieto, que s'estrenà el 20 de setembre.
No hi fou probablement en els teatres de la cort, els anys 1873-1874, però l'estiu següent la veiem figurar com a primera en la companyia dels Jardins del Retiro i, com a tal, cantar en l'estrena de les dues sarsueles titulades El Diamante negro i Dos cómicos de provincias, lletra de Rafael Maria de Lern ambdues, i música dels mestres Monfort i Rafael Aceves. Encara l'estiu de 1876 tornà a aparèixer en el mateix teatre dels Jardins, on el 27 d'agost estrenà la sarsuela de Granés, amb música de Monfort, titulada Se necesitan oficialas, i des de llavors desapareix del teatre i de la vida pública.
La seva veu tendia més a contralt que a soprano, però era dolça i ben timbrada.
També era bella, estava soltera i, en entrar en la vida privada, feu ja indiscretes i inútils per la història de l'art totes les indagacions dels periodistes i biògrafs: només se'n sap que marxà a Mèxic, ignorant-ne qualsevol dada més d'aquesta cantant.